# William Sinclair (1er comte de Caithness)
Pour les articles homonymes, voir William Sinclair et Sinclair.
William Sinclair (né vers 1404 mort en 1484), 1er comte de Caithness, 3e comte des Orcades de 1434 à 1471, fut nommé Grand Amiral d'Écosse en 1436, puis Lord Chancelier.

## Origine
Fils du comte  Henry II Sinclair, il est petit-fils de Henry Saint Clare ou Sinclair, du Clan Sinclair, époux de la nièce de sir James Douglas et également beau-frère de celui-ci.

## Règne
Il n'est âgé que de 16 ans à la mort de son père et le roi  de Norvège Éric de Poméranie se saisit de cette opportunité pour renforcer son contrôle sur les Orcades en nommant plusieurs gouverneurs dont David Menzies. Il n'investit finalement William comme 3e comte qu'en 1434 bien que ce dernier se soit déclaré fidèle des rois Jacques Ier d’Écosse et Jacques II d'Écosse. Il est en effet nommé Grand Amiral d'Écosse en 1436 puis Lord Chancelier et effectue des missions diplomatiques en France comme ambassadeur dans plusieurs circonstances.
Il est récompensé par l'investiture comme  1er Comte de Caithness en 1455 et l'attribution de vastes domaines dans le nord de l'Écosse. Il récupère son domaine ancestral de Rosslyn dans le Midlothian. Lors du  mariage de Jacques III d'Écosse avec Marguerite de Danemark, la dot de la princesse est constituée par les Orcades et les Shetlands. William résigne alors son comté et reçoit en compensation des domaines dans le Fife .   
Il dessina les plans de la chapelle de Rosslyn dont il fut aussi le maître-d'œuvre, et dont la construction débuta en 1446.
La tradition dit que, en 1441, Jacques II d'Écosse nomma Saint-Clair patron et protecteur des maçons écossais ; que la fonction était héréditaire ; qu'après sa mort en 1480, ses descendants tinrent des réunions annuelles à Kilwinning. Il est donc un élément-clé dans la création des loges de maçons de métiers et de l'implication de personnalités d'importance dans ses loges.

## Postérité
Sa fille Catherine est la première épouse de Alexandre Stuart 1er duc d'Albany (mort en  1485)